# یاکیموو
یاکیموو (به لاتین: Yakimovo) یک منطقهٔ مسکونی در بلغارستان است که در شهرستان یاکیموفو واقع شده‌است. یاکیموو ۱٬۸۳۶ نفر جمعیت دارد و ۱۱۴ متر بالاتر از سطح دریا واقع شده‌است.